# Braian Rodríguez
Braian Damián Rodríguez Carballo (Salto, Uruguay, 14 de agosto de 1986) es un futbolista uruguayo que juega como delantero en el Club Gladiador F. C. de la Liga Salteña de Fútbol (Uruguay).

## Fútbol uruguayo y argentino
Debutó el año 2005 en Cerro, equipo en el cual militó hasta finales del 2006, aquí compartió el equipo con Diego Godín, en la temporada 2005-2006 descendió de categoría. El 2007 firmaría por Rentistas, en donde solo se mantendría por seis meses, sin embargo, volvió a descender luego de una mala campaña. La segunda mitad de ese año jugó por Tacuarembó, en donde no marcó muchos goles, pero que serían suficientes para terminar siendo una de las figuras de este equipo, lo que le valdría para ser fichado por Peñarol. En dicho conjunto permaneció por un año, anotando algunos goles.

## Tigre y Universidad San Martín
El año 2010 emigró al fútbol argentino, concretamente a Tigre, en donde no redondea una buena performance, por lo que a los seis meses firma por la Universidad San Martín de Perú fue presentado con el número 29 anotando su único tanto a Alianza Lima, debido a la presencia de delanteros como Alemanno y Arriola, no logra ser titular a pesar de aquello logró ser campeón con el equipo santo.
Una vez culminado el año rescindió contrato con el equipo peruano y se marchó a Chile para firmar por Unión La Calera, equipo en el cual logra ser una de las figuras del año 2011, marcando 11 goles en la temporada. Esta buena temporada en el equipo calerano, lo llevó a estar en la mira de la Universidad Católica, pero finalmente emigra a Huachipato. Junto a este último logra la mejor campaña de su carrera, convirtiendo 22 goles en 42 partidos, coronándose campeón del Torneo de clausura, y siendo uno de los goleadores y figuras del año en la liga chilena. Por la Copa Libertadores 2013 le marco una tripleta a Caracas de Venezuela, un gol contra Gremio (atrás al defensor Cris multicampeão) y otro a Fluminense.
Al terminar la Copa Libertadores 2013 llegaría ofertas de muchos clubes, uno de ellos del Real Betis lo acabaría fichando el 25 de julio para las próximas 4 temporadas por un millón de euros.
Después del descenso del Real Betis a la Liga Adelante, Brian interesa al CE Sabadell y a la ascendida Eibar.
En 2015 es fichado por Grêmio para la disputa del Brasileirao del año corrente.

## Clubes
| Club                   | País      | Año       | Partidos | Goles |
| ---------------------- | --------- | --------- | -------- | ----- |
| Cerro                  | Uruguay   | 2005-2006 | 20       | 3     |
| Rentistas              | Uruguay   | 2007      | 8        | 1     |
| Tacuarembó             | Uruguay   | 2007-2008 | 31       | 4     |
| Peñarol                | Uruguay   | 2009      | 24       | 5     |
| Tigre                  | Argentina | 2010      | 12       | 2     |
| Universidad San Martín | Perú      | 2010      | 5        | 1     |
| Unión La Calera        | Chile     | 2011-2012 | 37       | 11    |
| Huachipato             | Chile     | 2012-2013 | 63       | 32    |
| Real Betis             | España    | 2013-2014 | 15       | 2     |
| Numancia (cedido)      | España    | 2014-2015 | 22       | 5     |
| Grêmio (cedido)        | Brasil    | 2015-2016 | 28       | 2     |
| Everton                | Chile     | 2016      | 19       | 9     |
| Pachuca                | México    | 2017      | 14       | 0     |
| Barnechea (cedido)     | Chile     | 2018      | 12       | 6     |
| Juventude              | Brasil    | 2019-2020 | 23       | 3     |
| Juventud Las Piedras   | Uruguay   | 2021-Act. | 17       | 4     |

Actualizado al 13 de julio de 2019.

## Palmarés

### Campeonatos nacionales
| Título                     | Club                      | País    | Año  |
| -------------------------- | ------------------------- | ------- | ---- |
| Campeonato Uruguayo        | Peñarol                   | Uruguay | 2010 |
| Campeonato Descentralizado | Universidad de San Martín | Perú    | 2010 |
| Torneo Clausura            | Huachipato                | Chile   | 2012 |

### Campeonatos internacionales
| Título                     | Club    | País   | Año     |
| -------------------------- | ------- | ------ | ------- |
| Concacaf Liga de campeones | Pachuca | México | 2016/17 |

### Distinciones individuales
| Distinción                                 | Año  |
| ------------------------------------------ | ---- |
| Parte del Equipo Ideal de El Gráfico Chile | 2012 |